# Međa (Wojwodina)
Međa (cyr. Међа) – wieś w Serbii, w Wojwodinie, w okręgu środkowobanackim, w gminie Žitište. W 2011 roku liczyła 838 mieszkańców.